# Grand Prix Formule 1 van de Verenigde Staten West 1978
De Grand Prix Formule 1 van de Verenigde Staten West 1978 werd gehouden op 2 april 1978 in Long Beach.

## Uitslag
| Positie | Nr | Rijder                | Team               | Ronden | Tijd/Opgave     | Startplaats | Punten |
| ------- | -- | --------------------- | ------------------ | ------ | --------------- | ----------- | ------ |
| 1       | 11 | Carlos Reutemann      | Ferrari            | 80     | 1:52:01.301     | 1           | 9      |
| 2       | 5  | Mario Andretti        | Lotus-Ford         | 80     | +11,061 s       | 4           | 6      |
| 3       | 4  | Patrick Depailler     | Tyrrell-Ford       | 80     | +28,951 s       | 12          | 4      |
| 4       | 6  | Ronnie Peterson       | Lotus-Ford         | 80     | +45,603 s       | 6           | 3      |
| 5       | 26 | Jacques Laffite       | Ligier-Matra       | 80     | +1:22.884       | 14          | 2      |
| 6       | 35 | Riccardo Patrese      | Arrows-Ford        | 79     | +1 Ronde        | 9           | 1      |
| 7       | 27 | Alan Jones            | Williams-Ford      | 79     | +1 Ronde        | 8           |        |
| 8       | 14 | Emerson Fittipaldi    | Fittipaldi-Ford    | 79     | +1 Ronde        | 15          |        |
| 9       | 36 | Rolf Stommelen        | Arrows-Ford        | 79     | +1 Ronde        | 18          |        |
| 10      | 17 | Clay Regazzoni        | Shadow-Ford        | 79     | +1 Ronde        | 20          |        |
| 11      | 10 | Jean-Pierre Jarier    | ATS-Ford           | 75     | +5 Rondes       | 19          |        |
| 12      | 8  | Patrick Tambay        | McLaren-Ford       | 74     | Ongeluk         | 11          |        |
| NF      | 20 | Jody Scheckter        | Wolf-Ford          | 59     | Ongeluk         | 10          |        |
| NF      | 19 | Vittorio Brambilla    | Surtees-Ford       | 50     | Transmissie     | 17          |        |
| NF      | 15 | Jean-Pierre Jabouille | Renault            | 43     | Turbo           | 13          |        |
| NF      | 12 | Gilles Villeneuve     | Ferrari            | 38     | Ongeluk         | 2           |        |
| NF      | 1  | Niki Lauda            | Brabham-Alfa Romeo | 27     | Ontsteking      | 3           |        |
| NF      | 3  | Didier Pironi         | Tyrrell-Ford       | 25     | Versnellingsbak | 22          |        |
| NF      | 37 | Arturo Merzario       | Merzario-Ford      | 17     | Versnellingsbak | 21          |        |
| NF      | 9  | Jochen Mass           | ATS-Ford           | 11     | Remmen          | 16          |        |
| NF      | 2  | John Watson           | Brabham-Alfa Romeo | 9      | Versnellingsbak | 5           |        |
| NF      | 7  | James Hunt            | McLaren-Ford       | 5      | Ongeluk         | 7           |        |
| NS      | 18 | Rupert Keegan         | Surtees-Ford       |        |                 |             |        |
| NS      | 16 | Hans-Joachim Stuck    | Shadow-Ford        |        |                 |             |        |
| NQ      | 30 | Brett Lunger          | McLaren-Ford       |        |                 |             |        |
| NQ      | 23 | Lamberto Leoni        | Ensign-Ford        |        |                 |             |        |
| PQ      | 32 | Keke Rosberg          | Theodore-Ford      |        |                 |             |        |
| PQ      | 25 | Héctor Rebaque        | Lotus-Ford         |        |                 |             |        |
| PQ      | 39 | Danny Ongais          | Shadow-Ford        |        |                 |             |        |
| PQ      | 24 | Derek Daly            | Hesketh-Ford       |        |                 |             |        |

## Statistieken
| Pole-position | Carlos Reutemann | Ferrari       | 1:20.636 |
| Snelste ronde | Alan Jones       | Williams-Ford | 1:22.215 |

## Noot
- Dit was het debuut van de Ierse coureur Derek Daly.
- Dit was de 250ste Grand Prix-start voor een Franse coureur en de vijfentwintigste Grand Prix-start voor een Canadese coureur.
- Eerste snelste ronde voor Alan Jones.
- Eerste rondes als raceleider voor Gilles Villeneuve en voor een Canadese coureur.

Grand Prix Formule 1 van de Verenigde Staten: 1908 · 1910 · 1911 · 1912 · 1914 · 1915 · 1916 · 1959 · 1960 · 1961 · 1962 · 1963 · 1964 · 1965 · 1966 · 1967 · 1968 · 1969 · 1970 · 1971 · 1972 · 1973 · 1974 · 1975 · 1976 · 1977 · 1978 · 1979 · 1980 · 1989 · 1990 · 1991 · 2000 · 2001 · 2002 · 2003 · 2004 · 2005 · 2006 · 2007 · 2012 · 2013 · 2014 · 2015 · 2016 · 2017 · 2018 · 2019 · 2021 · 2022 · 2023 · 2024 · 2025 · 2026

Indianapolis 500: 1950 · 1951 · 1952 · 1953 · 1954 · 1955 · 1956 · 1957 · 1958 · 1959 · 1960

Grand Prix Formule 1 van de Verenigde Staten West: 1976 · 1977 · 1978 · 1979 · 1980 · 1981 · 1982 · 1983

Grand Prix Formule 1 van Las Vegas: 1981 · 1982 · 2023 · 2024 · 2025

Grand Prix Formule 1 van de Verenigde Staten Oost: 1982 · 1983 · 1984 · 1985 · 1986 · 1987 · 1988

Grand Prix Formule 1 van Dallas: 1984

Grand Prix Formule 1 van Miami: 2022 · 2023 · 2024 · 2025 · 2026 · 2027 · 2028 · 2029 · 2030 · 2031